# ブラック商会変奇郎
『ブラック商会変奇郎』（ブラックしょうかいへんきろう）は藤子不二雄Ⓐによる日本のホラー漫画作品の一つ。全23話。
『週刊少年チャンピオン』（秋田書店）に1976年21号から1977年32号まで掲載された。一部の単行本は『シャドウ商会変奇郎』の題名でも刊行されている。1996年には第2話「万引き」が『シャドウ商会変奇郎』のタイトルでドラマ化もされた。

## 概要
舞台は新宿副都心（東京都新宿区西新宿）。もみ上げの長い中学生の変奇郎は不思議な魔力を持っているが、学校では目立たない平凡な少年で通っており、彼の正体を知る者はいない。彼の実家はSF的な摩天楼の谷間で異空間のように古めかしい小さな骨董品店「変奇堂」を営んでおり、店には偏屈な祖父が買い取った珍奇な骨董品の数々が陳列されている。これらの骨董品もまた、変奇郎同様に恐ろしい魔力を秘めている場合がある。
他人の悪行を知った時、彼は口止め料やその他の経費の名目でさまざまな額の請求書を突きつけて支払いの履行を迫る。請求された側は彼のことをただの子供と見くびって支払いを踏み倒そうとするが…。
なお、後期作品では変奇郎が相手に請求書を突きつけることなく金銭抜きの復讐に終始しているエピソードが多い。
藤子プロで当時アシスタントをしていたえびはら武司によれば、「魔太郎がくる!!」にドラマ化の話が来た際、テレビでも放映できる内容に改良していったのを引き継いで「「魔太郎がくる!!」から陰湿なイジメの部分を取り除きミステリアスな世界観を広げて主人公をカッコよくした作品」として生まれた。

## 登場人物
変奇郎
骨董品店の一人息子。明友中学校の生徒。学年は不明だが「ウィリアム・テルの刑」では3年生を先輩と呼んでいる。表向きは非力でおとなしく同級生等から暴力を振るわれることもあるが、裏の顔では魔力を使って悪人を追い詰め、恐喝し、多額の現金を隠し持っている。悪人との対決で魔力を発揮する時には独特の仮面やマント、ペンダントで身を飾り、相手に人差し指を突きつけて「ドーン!」と叫ぶ。常に学生服を着ており、私服は一度も描かれていない。
ペンダントには変奇郎の魔力を増幅させる力がある。「水晶玉の中の運命」ではペンダントを身につけずに水晶玉を使って未来を予知しようとしたが、水晶玉に反応はあったものの予知には失敗し、ペンダントを身につけることでようやく成功した。これを身につけると変奇郎の髪は逆立つ。仮面やマントは単なるコスチュームで、ペンダントのみで魔力を使用したこともある。
変奇左エ門
変奇郎の祖父。変奇堂主人。専門の骨董品について該博な知識を有する。「ひき逃げ」では物体の残像を撮影する特殊な機械「残像写真機」を「残像写真を写しとるカメラマンは強力な念動力の持ち主でなければならない」「おまえに役に立つはず」と言い変奇郎に売りつけているなど、変奇郎の裏の顔に気付いているかのような素振りを見せる。「わしは本当に価値のあるものしか店で取りあつかわない主義」（「きれいなバラにはトゲがある」）と豪語。第2話では「利き耳人形」と呼ばれる不思議な人形を使って他人の会話内容を盗聴したこともあるが、その後のエピソードでは魔力らしきものを発揮したことはない。パチンコ店通いに熱中してしばしば所持金を失う。
変奇一郎
変奇郎の父、変奇左エ門の息子。変奇堂の経営を継がず、家族と同居しながら会社に勤務する平凡なサラリーマン。
ママ
変奇郎の母、変奇一郎の妻。平凡な主婦。
満賀道夫
変奇郎の親友で同級生。漫画家志望でホラー漫画を描いている。自室には藤子不二雄のサインを飾っている他、手塚治虫の初期の絶版作品など貴重な漫画本のコレクターでもある（「夢の船旅」）。おとなしい性格であり、しばしば他人の悪意や姦計の犠牲になる。「フクロウの森事件」では道夫と自署しているが、「ガラス箱の中の海」では「満賀道雄」と自署している上、「ピラニアの歯」では「きみ満賀道雄くんだね」と話しかけられており、どちらの表記が正しいのかは不明。

## 主人公一家の苗字について
第2話「万引き」では変奇一郎の上司が「伊達という者ですが奇一郎くんに取りついでください」「やあ変くんちょっと話があってね」と発言しているが、第22話「マグネチックメタル」では麻薬密輸業者が「ちょっと失礼します変奇さんですね」と呼びかけている。このため、一家の苗字が「変」なのか「変奇」なのかは明らかでない。

## エピソード一覧
| 題名                       | 初出                                    | 敵の名前と職業等                                                                   | 請求金額 |
| -------------------------- | --------------------------------------- | ---------------------------------------------------------------------------------- | --- |
| ひき逃げ                   | 『週刊少年チャンピオン』1976年21号-23号 | 星光（歌手）                                                                       | 交通費4000円、飲食費1000円、調査費17万5000円、情報費20万円（合計38万円）                                      |
| 万引き                     | 『週刊少年チャンピオン』1976年24号-26号 | 伊達専務（会社重役、変奇郎の父の上司。万引きマニア）                               | 本代10万円、骨董品弁償代24万円、父・祖父慰謝料15万円、雑費5万円（合計54万円）                                 |
| のろいの像                 | 『週刊少年チャンピオン』1976年27号-29号 | 呪い屋（氏名不詳）                                                                 | 写真代25万円、祖父ショック代50万円、マコンデ研究費15万円、雑費9万円（合計99万円）                             |
| 謎の巨鳥・モア             | 『週刊少年チャンピオン』1976年30号-32号 | 大厄剛太郎（大厄総業社長）                                                         | モアの骨貸し料50万円、清子さん預かり代20万円、手数料9万円、貸付け金10万円、利子1万円（合計90万円）            |
| ウィリアム・テルの刑       | 『週刊少年チャンピオン』1976年33号-35号 | 竜也、学生（暴走族）                                                               | 懐中時計5万円、人形代35万円、ボールぶつけられ代8万円、雑費1万円（合計49万円）                                 |
| ズルゴルフは高くつく       | 『週刊少年チャンピオン』1976年36号-38号 | 十文字拳（俳優、ゴルフマニア）                                                     | 写真代30万円、取材費17万2000円、交通費8000円、雑費1万円（合計49万円）                                         |
| 恐怖の山荘                 | 『週刊少年チャンピオン』1976年39号-41号 | 氏名・職業不詳（ハインリヒ・ヒムラーの親戚と自称するヒムラー崇拝者で人間狩マニア） | なし |
| きれいなバラにはトゲがある | 『週刊少年チャンピオン』1976年42号-44号 | 木鳥映子（女優）                                                                   | ペルシア壷500万円、手数料29万5000円、交通費5000円（合計530万円）                                              |
| フクロウの森事件           | 『週刊少年チャンピオン』1976年45号-47号 | 恐山怪児（恐怖漫画家）                                                             | アイディア料30万円？、精神的イシャ料、手数料（合計40万円）                                                    |
| 恐怖のハエ男               | 『週刊少年チャンピオン』1976年48号-50号 | 影裏竜也（変奇郎の同級生）                                                         | 自動ハエトリ機ヨコドリ料8000円、ハエトリ銃6万円、先生にシカラレ料1万円、精神的イシャ料2万2000円（合計10万円） |
| 投石機は危険               | 『週刊少年チャンピオン』1976年51号-52号 | 自称ヨーロッパ兵器史研究家（氏名不詳、古式兵器マニア）                             | なし |
| ステッキ仕掛け人           | 『週刊少年チャンピオン』1977年1号-3号   | 殺し屋（氏名不詳）                                                                 | ステッキ運び代2万5000円、ステッキ代金60万円、口止め料31万5000円（合計94万円）                                 |
| ワナ                       | 『週刊少年チャンピオン』1977年4号-7号   | 謎の洋館の主人（氏名不詳、罠マニア）                                               | 満賀くんケガ代37万円、満賀くんショック代30万円、満賀くん入院費15万円、手数料5万円（合計87万円）               |
| 魔法の小箱                 | 『週刊少年チャンピオン』1977年8号-9号   | インド人（氏名不詳、詐欺師）                                                       | 宝石代50万円                                                                                                  |
| 恐怖のツメ                 | 『週刊少年チャンピオン』1977年10号-11号 | 妖木達也（超自然現象研究家）                                                       | なし |
| ピラニアの歯               | 『週刊少年チャンピオン』1977年12号-14号 | 鮫島（私立探偵）                                                                   | ピラニア代90万円（鮫島による逆請求）                                                                          |
| 夢の船旅                   | 『週刊少年チャンピオン』1977年15号-17号 | 曽根見一郎（変奇郎の同級生）                                                       | なし |
| タバコは有害               | 『週刊少年チャンピオン』1977年18号      | 勝栗（変奇郎の同級生）                                                             | なし |
| 人は見かけじゃわからない   | 『週刊少年チャンピオン』1977年19号-20号 | 久仁谷（変奇郎の同級生、空手マニア）                                               | なし |
| 鳥                         | 『週刊少年チャンピオン』1977年23号-25号 | 鳥肝（鳥類剥製マニア）                                                             | なし |
| ガラス箱の中の海           | 『週刊少年チャンピオン』1977年26号-27号 | チンピラ（氏名不詳）                                                               | なし |
| マグネチックメタル         | 『週刊少年チャンピオン』1977年28号-29号 | 麻薬密輸業者（氏名不詳）                                                           | 不法侵入代5万円、おじいちゃんケガ代15万円、部屋チラカシ代10万円、白い粉あずかり代70万円（合計100万円）        |
| 水晶球の中の運命           | 『週刊少年チャンピオン』1977年30号-32号 | 魔木妖介（占い師）                                                                 | なし |

## その他
- 作中に登場する骨董品のほとんどは実在し、作者の蒐集品（「変コレクション」）の中から選んだものが多いという（少年チャンピオンコミックス版での作者談話による）。
- 「夢の船旅」で満賀の蔵書を騙し取ろうとする同級生曽根見の自宅は「東京都新宿区西新宿5-8-6」であり、スタジオ・ゼロの当時の所在地と同じ住所になっている。この住所はつのだじろうの『恐怖新聞』に登場する「恐怖新聞社」の所在地とも同じである。

## 単行本
- 『ブラック商会変奇郎』（秋田書店、少年チャンピオンコミックス）1976年-1977年、全5巻、絶版。
- 『ブラック商会変奇郎』（中央公論社、藤子不二雄ランド）1988年-1989年、全6巻、絶版。
- 『シャドウ商会変奇郎』（秋田書店、秋田文庫）1994年、全3巻。
- 『ブラック商会変奇郎』（ブッキング、藤子不二雄Ⓐランド）2003年、全6巻。

## テレビドラマ
- 『シャドウ商会変奇郎』（1996年3月18日、テレビ朝日）

「万引き」の単発ドラマ化。配役は変奇郎＝森田剛、変奇左エ門＝丹波哲郎、変奇一郎＝峰竜太、伊達専務＝萩原流行。
エンディングテーマは森田がメンバーたるComing Century「大丈夫」（MADE IN JAPAN_(V6の曲)とカップリング）